# Дукаджині (футбольний клуб)
Футбольний клуб «Дукаджині» (Кліне) або просто ФК «Дукаджині» (алб. Klubi Futbollistik Dukagjini Klinë; KF Dukagjini серб. Фудбалски клуб Дукађини Клина) — професіональний косовський футбольний клуб з міста Кліне.

## Історія
Футбольний клуб «Дукаджині» було засновано в місті Кліна в 1958 році. З моменту свого заснування команда виступала в нижчих лігах чемпіонату Югославії. В 1990 році розпочав свої виступи в новоствореній Першій лізі Косова, а в сезоні 1994/95 років став перемоцем чемпіонату. Потім виступав у другій лізі. На початку XXI століття повернувся до першої ліги. Але в сезоні 2002/03 років зайняв останнє місце та вибув до другої ліги. В 2004 році вилетів до третьої ліги, а в 2007 році — до четвертої ліги. Допоки в 2010 році не аовернувся до Першої ліги (II рівень, Перша ліга згодом була перейменована в Суперлігу).

## Досягнення
- Чемпіонат Косова
  -  Чемпіон (1): 1994/95

- Кубок Косова
  -  Фіналіст (2): 1995/96, 2020/21